# Waldir Azevedo
Waldir Azevedo (Rio de Janeiro, 27 gennaio 1923 – San Paolo, 21 settembre 1980) è stato un compositore brasiliano, virtuoso di cavaquinho e autore di moltissimi choro.
Nei dischi pubblicati in Italia negli anni '50 il nome era riportato come Valdir Azevedo.

## Biografia
Waldir Azevedo è stato un pioniere della rinascita del cavaquinho avendolo trasformato da mero strumento di accompagnamento a strumento solista, esplorandone e esprimendone le grandi potenzialità espressive. Nell'arco della sua cinquantennale carriera di virtuoso dello strumento ha composto 130 pezzi di notevole livello artistico.
Negli anni cinquanta la Rai usò la sua più famosa composizione Delicado come sigla del popolare programma giornaliero delle 17 Ballate con Noi, che metteva in onda brani musicali delle migliori orchestre mondiali. L'esecuzione al cavaquinho di tale motivo era dello stesso autore, accompagnato dalla sua orchestra, il quale la compose nel 1950. Portata al successo da Percy Faith nella sua celebre incisione del 1952, venne poi utilizzata anche nel film Terza liceo diretto da Luciano Emmer nel 1954.
Altro suo motivo noto a livello mondiale è Brasilerinho del 1947, anch'esso eseguito dall'autore con la sua orchestra. Questo brano fu successivamente registrato negli Stati Uniti da Percy Faith e la sua orchestra col titolo - col quale sarà poi più conosciuto -  di Amorada.

## Discografia

### Album

#### 25 cm
- 1955: Waldir Azevedo (Continental, LP 13)

#### 30 cm
- 1958: Cavaquinho Maravilhoso Com Waldir Azevedo (Continental, LPP-3.005)
- 1959: Baile De Cavaquinho (Continental, LPP-3.043)
- 1959: Um Cavaquinho Na Madrugada (Continental, LPP-3.065)
- 1960: Um Cavaquinho Acontece (Continental, LPP-3.120)
- 1960: Um Cavaquinho Me Disse (Continental, LPP-3.149)
- 1961: Waldirizando (Continental, LPP-3.206)
- 1962: Dois Bicudos Não Se Beijam (Continental, PPL-12.028; con Poly)
- 1963: Longe de você (Continental, PPL-12.074)
- 1963: Volta Ao Chorinhom (Continental, PPL-12.115)
- 1967: Waldir Azevedo (London, LLB 1.021)
- 1969: Melodia Do Céu (Continental,  PPL-12.213)
- 1970: Waldir Azevedo (Continental, PPL-12.440)
- 1973: Nosso Encontro Com Waldir Azevedo (MusiColor, LPK-20.295)
- 1976: Minhas mãos, meu cavaquinho (Continental, 1-04-405-158)
- 1977: Waldir Azevedo (Continental, 1.01.404.168)
- 1978: Dois Bicudos Não Se Beijam Vol. 2 (Phonodisc, 030-404-126; con Poly)
- 1978: Lamento de um cavaquinho (Continental, 1.07.405.142)
- 1979: Waldir Azevedo ao vivo (Continental, 1-01-404-209)
- 1980: Pedacinhos Do Céu (Continental, 1.07.405.190)'

#### CD
- 1995: Delicado (EMI)
- 1995: Dois bicudos não se beijam (Continental)
- 1996: Meus momentos (EMI)

### Singoli

#### 78 giri
- Maggio 1949: Carioquinha/Brasileirinho (Continental, 16.050)
- Marzo 1950: Cinco malucos/O que é que há (Continental, 16.189)
- Ottobre 1950: Quitandinha/Vai por mim (Continental, 16.287)
- Febbraio 1951: Delicado/Vê se gostas (Continental, 16.314)
- Pisa mansinho/Pedacinho do céu (1951) Continental 78
- Jalousie/Camundongo (1951) Continental 78
- Paulistinha/Cachopa no frevo (1951) Continental 78
- Mágoas de um cavaquinho/Chiquita (1952) Continental 78
- Vai levando/Mengo (1952) Continental 78
- Colibri/Luz e sombra (1952) Continental 78
- Brincando com o cavaquinho/Dezoito quilates (1953) Continental 78
- Vôo do marimbondo/Ava Maria com prelúdio (1953) Continental 78
- Pergunte pra mamãe/Piccina mia (1953) Continental 78
- Tic-tac/Queira-me bem (1953) Continental 78
- Já é demais/Amigo do rei (1954) Continental 78
- Dobrado, embrulhado e amarrado (c/sua banda)/Você (c/seu conjunto) (1954) Continental 78
- Pretenda/Quando eu danço com você (1954) Continental 78
- Tio Sam/Madrigal (1954) Todamérica 78
- Na baixa do sapateiro/Amigos do samba (1955) Continental 78
- Meu sonho/Conversa fiada (1955) Continental 78
- Pirilampo/Baião do neném (1955) Continental 78
- Para dançar/Nosso amor (1956) Continental 78
- Serra da boa esperança-Rancho fundo-Favela/Veraneando (1957) Continental 78
- Evocação/Vai com jeito (1957) Continental 78
- Cavaquinho maravilhoso (1957) Continental LP
- Luar de Paquetá/Sentimento chinês (1958) Continental 78
- Sonho de criança/Tempo de criança (1958) Continental 78
- O apito no samba/Mr. Downey (1958) Todamérica 78
- Um cavaquinho me disse (1958) Continental LP
- Se você soubesse/Dançando em Brasília (1959) Continental 78
- Um cavaquinho na society (1959) Continental LP
- Contando tempo/Catete (1960) Continental 78
- Souvenir do carnaval (1960) Continental LP
- Jogadinho/Você, carinho e amor (1961) Continental 78
- Balada de Bat Masterson/Greenfields (1961) Continental 78
- Yellow bird/Bo bo bom (1961) Continental 78
- Moendo café/A tuba do vovô (1961) Continental 78
- Waldirizando (1961) Continental LP
- Dois abraços/Pepito (1962) Continental 78
- Rancho das flores/Saudade da serra (1962) Continental 78
- Tico-tico no fubá/A nega se vingou (1962) Continental 78
- Suave é a noite/Café a la italiana (1962) Continental 78
- Dois bicudos não se beijam. Poly e Waldir Azevedo (1962) Continental LP
- Esperanza/Na cadência do samba (1963) Continental 78
- Telstar/O passo do elefantinho (1963) Continental 78
- Pois não/Meu prelúdio (1963) Continental 78